# Peter Samanns
Peter Samanns (* 14. Juli 1844 in Schaephuysen bei Moers; † 30. April 1914 in Neukirchen-Vluyn) war ein deutscher Unternehmer, Evangelist und Mitgründer des Bundes Freier evangelischer Gemeinden in Deutschland.

## Leben und Wirken
Samanns wurde im Juli 1844 als Sohn von Johann Samanns und seiner Ehefrau Sophie geb. Kremers geboren. Nach der Schulausbildung erlernte er den Beruf des Kaufmanns. Er führte zunächst einen Mehlhandel in Vluyn, später eine Webwarenfabrik. Am Niederrhein, im Bergischen und im Sauerland betrieb er seit 1875 Evangelisationen. 1877 war er angeblich unter Gebet zweier Mitglieder einer Freien evangelischen Gemeinde von einem Leiden befreit worden. 1881 heilte er mit Friedrich Wilhelm Baedeker und Julius Stursberg unter Gebet und Handauflegung Ludwig Doll von einer schweren Lungenkrankheit. In Vluyn ließ er 1883 ein Seelsorgeheim erbauen, das Kranke unentgeltlich aufnahm und als Gebetshaus diente. Im selben Jahre wurde er bei der Bundeskonferenz der freien evangelischen Gemeinden in den Bundesausschuss berufen.
1884 kam es mehrfach zu Tumulten bei Evangelisationsveranstaltungen, die Samanns durchführte und mit der „Austreibung unreiner Geister“ verband. Samanns und Carl Polnick erklärten dort, „dass Raucher vom Teufel besessen wären und hatten dementsprechend mit Dämonenaustreibungen begonnen.“ Die Atmosphäre einer „mehrtägigen Evangelisation muss so aufgeheizt gewesen sein, dass einige „Brüder“ in ihrer geistlichen Erregung nicht mehr zur Arbeit erschienen waren. Ende November 1884 kam die Nachricht aus der Freien evangelischen Gemeinde in Solingen, dass dort jede Krankheit als Folge von Besessenheit deklariert werde.“ 1885 wurde Samanns Heilungsheim polizeilich geschlossen, diente aber weiter als Versammlungshaus; 1892 entstand dort eine „Anstalt für gefallene Mädchen“.
Der Kirchenhistoriker Bernd Brandl sieht Samanns als Führer einer eigenständigen Bewegung im Rheinland, die Impulse der angelsächsischen Heiligungsbewegung aufnahm.
Samanns war verheiratet mir Sibilla Maas (1841–1930). Mit ihr hatte er sechs Kinder.